# خيسوس دياز (كاتب)
خيسوس دياز هو كاتب ومخرج كوبي، ولد في 7 أكتوبر 1941 في هافانا في كوبا، وتوفي في 3 مايو 2002 في مدريد في إسبانيا.

## وصلات خارجية
- خيسوس دياز على موقع IMDb (الإنجليزية)
- خيسوس دياز على موقع مونزينجر (الألمانية)
- خيسوس دياز على موقع أول موفي (الإنجليزية)
- خيسوس دياز على موقع قاعدة بيانات الأفلام السويدية (السويدية)
- خيسوس دياز على موقع قاعدة بيانات الفيلم (الإنجليزية)